# 해밀동도서관
해밀동도서관은 세종특별자치시에 있는 시립 도서관이다.

## 연혁
- 2021년 11월 개관.

## 조직

### 시설 안내
- 지하1층 : 지하주차장, 기계실, 전기실
- 1층 : 주차장
- 2층 : 다목적실, 다목적회의실, 어린이자료실, 유아자료실, 운영사무실, 보존도서
- 3층 : 종합자료실, 디지털열람실, 일반열람실